# Det skønne Danmark
|  | Denne artikel er oprettet af botten Steenthbot ud fra en ekstern database. Den kan derfor have sproglige fejl eller mangler. Denne skabelon kan fjernes efter kontrol af indholdet. |

Det skønne Danmark er en dansk dokumentarisk optagelse fra 1921.

## Handling
"Det skønne Danmark, Landet ved Sund og Bælt, - de smilende Strandes, de lyse Skoves, de frodige Agres Land". En kaleidoskopisk rejse gennem Danmark. Filmen er ikke klippet, den ligger derfor ikke i geografisk orden og er uden mellemtekster. Først en rundtur i København med bl.a. Tivoli, Rådhuspladsen, Marmorkirken, Amalienborg, Dr. Louises Bro og det almindelige travle hverdagsliv i hovedstaden samt naturen i Dyrehaven lidt nord for København. Fra Sjælland i øvrigt ses bl.a. Stevns Klint med Gammel Højerup Kirke, Gåsetårnet i Vordingborg, Fredensborg Slot, Nakkehoved Fyr i Gilleleje og Kronborg Slot. Der er masser af optagelser fra badelivet på strandene i Nordsjælland og fra Bornholms klippekyst. På Fyn ses Christiansminde ved Svendborg og færgen til Tåsinge. Fra Jylland ses bl.a. Silkeborgsøerne, Himmelbjerget, Ålborg, som er forbundet med Nørresundby ved to broer, Skagen med Holger Drachmanns grav, den jyske vestkyst (formentlig Thorup Strand og Bovbjerg), Esbjerg med fiskerihavnen, Fanø, Ribe med sin domkirke og gamle huse, Møgeltønder, Schackenborg Slot, Dybbøl og Sønderborg, Galgebakken og Brundlund Slot med Slotsmøllen i Aabenraa, Gråsten Slot, Haderslev, Århus domkirke, Koldinghus og trafikknudepunktet Fredericia, som forbinder Fyn og Jylland, samt Vejle.